# Kybos ludus
Kybos ludus är en insektsart som först beskrevs av Davidson och Delong 1938.  I den svenska databasen Dyntaxa används istället namnet Kybos betulicola. Kybos ludus ingår i släktet Kybos och familjen dvärgstritar. Arten har ej påträffats i Sverige. Inga underarter finns listade i Catalogue of Life.